# Pilocrocis flavicorpus
Pilocrocis flavicorpus là một loài bướm đêm trong họ Crambidae.